# Vila Olímpica da Juventude (Buenos Aires)

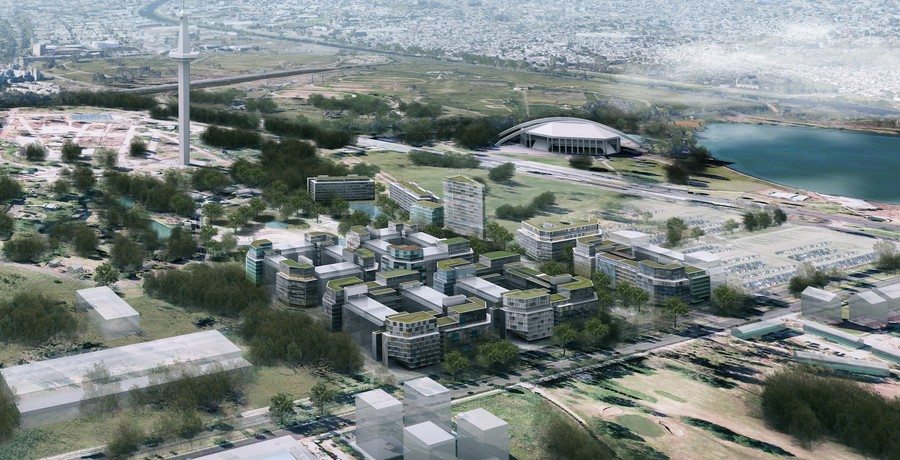
A Aldeia Olímpica da Juventude para as Olimpíadas da Juventude Buenos Aires 2018.

A Aldeia Olímpica da Juventude é a Aldeia Olímpica construída para os Jogos Olímpicos de Verão da Juventude de 2018 no distrito de Villa Soldati, bairro do sul de Buenos Aires.
Está localizada dentro do Parque da Cidade, junto ao Parque Polideportivo Roca e do Predio Ferial Olímpico. Possui 1440 apartamentos em 32 edifícios de seis pisos construídos de novo, ocupando uma área a rondar os 160 mil metros quadrados. Espera-se que ao longo dos JOJ o complexo aloje cerca de 7.000 pessoas (com capacidade para 6.286 residentes fixos distribuídos por 7.016 camas). Cerca de 30% dessas pessoas deverão ficar em apartamentos de 40 metros quadrados com quatro camas, dois quartos e uma casa-de-banho. Os outros 70% devem ficar hospedados em apartamentos com 65 metros quadrados, seis camas, três quartos e duas casas-de-banho. Há também refeitório para 2.500 pessoas.
O desenho dos edifícios da Aldeia Olímpica resultou de seis competições: cinco para o sector do alojamento e um sexto para espaço de lazer. Todos os módulos de alojamento incluem elementos de todos os projectos vencedores, o que dá a esta Aldeia uma diversidade de arquitectura como se fosse uma grande cidade. De referir que após os Jogos, os apartamentos serão vendidos.
A primeira pedra para a Aldeia Olímpica foi lançada a 6 de Maio de 2016, e a entrega das chaves a cinco figuras do desporto, que marcou a conclusão e inauguração do espaço, aconteceu em Maio de 2018.
O acesso a esta área pode ser feito pelo Premetro (estação Cecilia Grierson) ou pela linha sul do Metrobus